# Teorema de les unitats de Dirichlet
En teoria de nombres algebraics, el teorema de les unitats de Dirichlet determina l'estructura del grup de les unitats d'un cos de nombres dels enters algebraics d'un cos de nombres K . El grup de les unitats designa el conjunt dels elements invertibles d'un anell commutatiu unitari. Un cos de nombres és una extensió finita dels nombres racionals Q , és a dir un subcos dels nombres complexos C  que, en tant que espai vectorial sobre Q és de dimensió finita. Un enter algebraic del cos de nombres és un element el polinomi mínim del qual és de coeficients en Z, l'anell dels nombres enters.
El teorema de les unitats  estipula que el grup de les unitats és isomorf al producte d'un grup cíclic i d'un grup abelià finit. Si  r1 designa el nombre de morfismes injectius del cos K en R el cos dels nombres reals i  r₂ el nombre de parelles de morfismes injectius conjugats del cos K  en el conjunt C , llavors la dimensió del grup finit és igual a r1 + r₂ - 1. El grup cíclic és un subgrup del grup de les arrels de la unitat.

## Definicions i teorema
L'expressió del teorema de les unitats de Dirichlet fa servir de vegades la noció de lloc . En el cas general:
- Un lloc  d'un cos K  en un cos L és una aplicació de K  adjunt del valor infinit en  L adjunt del mateix valor i respectant l'addició i la multiplicació. S'utilitzen les convencions x + ∞ = ∞ si x és un element del cos, x.∞ = ∞ si x és un element no nul del cos i ∞.∞ = amb ∞+∞ = ∞. Si K  és una extensió finita de Q , llavors la teoria de Galois indica que existeixen tants llocs de K  amb valors en C  com la dimensió de K  en tant que espai vectorial sobre Q  (vegeu l'article Extensió de Galois). Si un lloc té per imatge un subcos de C  que no està inclòs en R , llavors la composició de l'aplicació conjugada i del lloc també és un lloc. Així es pot separar els r1 llocs amb valors reals dels r₂ parelles de llocs conjugats amb valors complexos. A més r1 + 2r₂ és igual a la dimensió de K  sobre Q . El teorema de les unitats de Dirichlet  s'és expressat de la manera següent:

-  el agrup E(K ) de les unitats de l'anell dels enters OK d'un cos de nombres és isomorf al producte directe d'un grup cíclic i d'un grup abelià finit de dimensió r1 + r₂ - 1 on r1 designa el nombre de llocs reals i r₂ el nombre de parelles de llocs complexos. 

Un grup abelià de tipus finit i de dimensió n és isomorf a Zn.

## Exemple
Es considera la clausura entera d'un cos quadràtic, és a dir el conjunt dels enters algebraics sobre Q  d'una extensió quadràtica de Q .
Si aquest anell conté elements amb component imaginari no nul, llavors  r1 és igual a zero i  r₂ a un , el grup de les unitats és un grup cíclic finit, conté en general dos elements excepte per als enters de Gauss i els de d'Eisenstein. Aquests anells d'enters quadràtics són les úniques clausures integrals d'un cos de nombres que tenen un grup d'unitats d'ordre finit (no igual a 2).
Si aquest anell s'inclou en el cos dels reals,  r1 és igual a dos  i  r₂ a zero . El grup és el producte directe d'un grup cíclic amb dos elements i d'un grup isomorf a Z . Aquesta situació és per exemple la dels enters de Dirichlet. L'equació de Pell-Fermat es resol amb l'ajuda de la determinació del grup de les unitats d'un cos quadràtic real.
A l'article principal detallat es donarà una demostració del teorema en el cas particular dels enters quadràtics.

## Demostració

### Preliminars
és equivalent al de l'anàlisi del grup de les classes d'ideals d'OK. Breument:
Els elements del grup de Galois del cos de descomposició de K  (l'extensió de Galois més petita que conté K ) es noten σ1... σd. La numeració segueix l'ordre següent: els automorfismes amb valors reals es numeren d'1 a r1, si 2r₂ designa el nombre d'automorfismes que tenen un component imaginari no nul, llavors el conjugat de la funció σr1 + n és σr1 + r₂ + n.
El conjunt  KR designa l'espai vectorial  Rr1 x  Cr₂ i Σ el morfisme de Q  àlgebra seguint:
 es defineix igualment una funció  NR de  KR amb valors en R  per:
 La norma NR correspon a la mitjana geomètrica dels diferents valors absoluts o mòduls si la coordenada és complexa.
Si  NK designa la funció que a un element de K  li associa la seva norma relativa element de Q , s'obté el diagrama commutatiu:
 Es proveeix KR de la norma següent:

### Imatge i nucli del morfisme restringit aE(K)
L'isomorfisme ve donat per l'aplicació :
{\displaystyle Log:E(K)\rightarrow \mathbb {R} ^{r}\times \mathbb {R} ^{s}} {\displaystyle \epsilon \mapsto (log\mid \sigma (\epsilon )\mid )_{\sigma (K)\subset \mathbb {R} }\times (log\mid \sigma (\epsilon )\mid )_{\sigma (K)\subset \mathbb {C} }} La imatge està indexada per a immersió dels reals de K  (r  primers components), i per la tria d'un representant de cada parella de immersió complex conjugat (s últims components).
La idea de la demostració és d'ensenyar que les arrels de la unitat formen el nucli d'aquest morfisme, i que la imatge és una graella d'un hiperplà de l'espai d'arribada, via  el teorema de Minkowski.
Aquesta caracterització de  r1 i de  r₂ es basa en el fet que existeixen n maneres d'incloure (o de submergir, d'aquí el terme  immerssió ) K  al cos dels nombres complexos, on {\displaystyle n=[K:Q]\,} és el grau del cos K . Aquestes immersions poden ser incloses al cos dels nombres reals, o posen no ser-ho pas; i aquest últim tipus d'immersió succeeix per parells enllaçades per la conjugació complexa. Així : {\displaystyle n=r_{1}+2r_{2}}.
En el cas d'un cos quadràtic real, el rang del grup de les unitats és doncs 1 (0 en el cas complex). La teoria de les unitats per als cossos quadràtics reals és essencialment la teoria de l'equació de Pell-Fermat. Per a tot cos de nombres diferent de {\displaystyle \mathbb {Q} } ell mateix i els cossos quadràtics imaginaris, el rang del grup de les unitats és >0.
La mida de les unitats es mesura per un cert determinant, anomenat regulador. D'altra banda, el càlcul de bases per a la part lliure del grup de les unitats és efectiva, però xoca a la pràctica amb la complexitat dels càlculs a mesura que el grau del cos K  augmenta (els problemes sobrevenen generalment abans del grau 100).
El teorema admet generalitzacions en diversos eixos: estudi del grup de les S-unitats , per a S  un conjunt d'ideals primers, és a dir, grollerament parlant, dels elements els components dels quals seguint tots els factors són inversibles, excepte un cert nombre prescrit; o molts caràcters per a l'acció d'un grup de Galois sobre aquests grups d'unitats.